# Synagoga w Chorzowie
Synagoga w Chorzowie – synagoga otwarta w 1875 roku, rozebrana w 1940 roku, która znajdowała się w Chorzowie przy ulicy Wolności.

## Historia
Gmach został oddany do użytku 23 września 1875. W chwili jej otwarcia gmina żydowska w Królewskiej Hucie liczyła około 900 wyznawców.
Podczas II wojny światowej, jesienią 1939 hitlerowcy spalili synagogę. Jesienią 1940 jej zgliszcza zostały rozebrane przez zmuszonych do tego miejscowych Żydów, a w jej miejscu utworzono zbiornik p.poż. Po zakończeniu wojny budynku synagogi nie odbudowano, a na terenie po niej, po likwidacji zbiornika p.poż., urządzono parking, a następnie bazar. Obecnie na jej miejscu znajduje się Dom Handlowy Hutnik z siedzibą PSS „Społem”, do którego dobudowano budynek restauracji McDonald’s (obecnie Bank ING).

## Architektura
Murowany budynek został zaprojektowany przez Benno Groetschela, na planie prostokąta w stylu neoromańskim z elementami mauretańskimi, z arkadami i licznymi żeliwnymi kolumnami i zdobieniami.
Troje drzwi stanowiących główne wejście do synagogi (środkowe przeznaczone dla mężczyzn, dwoje bocznych dla kobiet) znajdowało się od strony ulicy (Hauptmann-)Schimmelpfennig-Strasse (obecnie Kazimierza Wielkiego), przy której mieściła się też szkoła żydowska. Od strony ulicy Kaiserstrasse (obecnie Wolności) znajdowało się wejście przeznaczone dla rabina i starszyzny. Krótką ulicę biegnącą w kierunku dworca kolejowego wzdłuż trzeciego boku synagogi, nazwano Synagogenstrasse (później, po 1897 – Bahnhofstrasse, obecnie Dworcowa)
Sala na parterze, o wymiarach 19×19 metrów, do której wchodziło się przez przedsionek, miała 402 miejsca siedzące przeznaczone dla mężczyzn oraz na otaczających ją z trzech stron galeriach, wspartych na żeliwnych kolumnach, odpowiednią liczbę miejsc dla kobiet.